# Kaspar Jakob Segesser von Brunegg

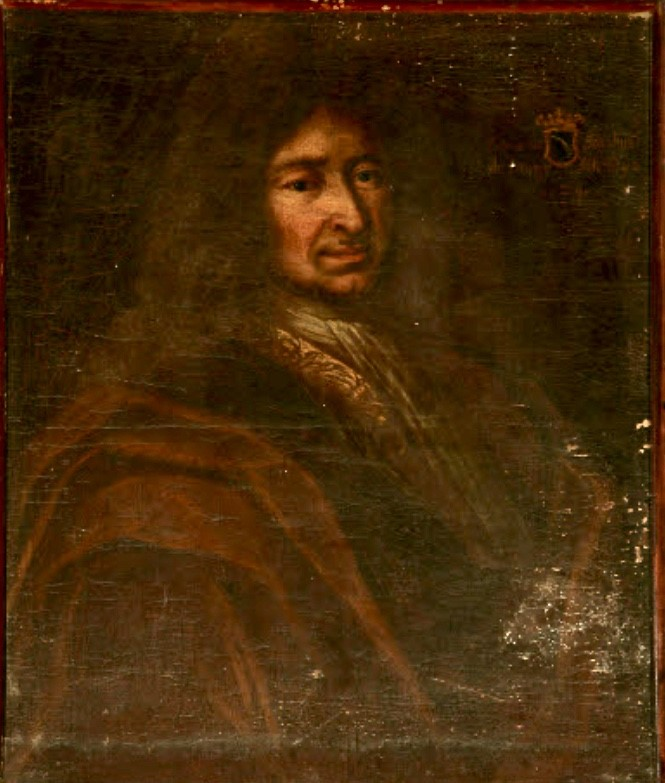
Kaspar Jakob Segesser, Porträt im Historischen Museum Luzern

Kaspar Jakob Segesser von Brunegg (* 22. Juli 1663; † 1730) war fürstbischöflich-eichstättischer Hofbeamter, außerdem Gerichts- und Schlossherr im Thurgau.

## Leben
Kaspar Jakob Segesser von Brunegg entstammte der deutschen Linie des Schweizer Ministerialengeschlechts Segesser von Brunegg. Er war ein Sohn des in fürstlich eichstättischen Diensten stehenden Bernhard Christoph Segesser von Brunegg, Erbmundschenk des Hochstifts Konstanz, und der Johanna Elisabetha von Eyb, Tochter des eichstättischen Erbschenken Veit Erasmus von Eyb.
Kaspar Jakob wurde 1690 und 1705 als konstanzischer Erbschenk bestätigt. Von November 1684 bis 1686 war er in Frankreich. Er war Besitzer der von seinem Großvater Beat Jakob Segesser von Brunegg erworbenen Gerichtsherrschaften Hefenhofen, Auenhofen und Moos im Thurgau und des Schlosses Kärisholz (Karrersholz) bei Steinach im Kanton St. Gallen. 1717 erwarb er auch noch das Schloss Wartensee im Thurgau.
1687 wurde er Rat und Hofkavalier (Kammerherr) des Fürstbischofs von Eichstätt. Mit Datum Wien 16. Juni 1723 wurde er gemeinsam mit seiner Schwester Maria Walburga von Kaiser Karl VI. mit allen seinen ehelichen Nachkommen beiderlei Geschlechts in den Reichsfreiherrenstand mit dem Prädikat „Wohlgeboren“ erhoben.
Er heiratete am 23. April 1713 Carolina Henriette Freiin von Rauber zu Plankenstein, Tochter des Veit Christof von Rauber zu Plankenstein († 10. März 1742) und der Justina Händel Freiin von Gabelsburg. Aus dieser Ehe stammte der Sohn Franz Josef Segesser von Brunegg. Mit dessen Sohn Franz Christoph (1742–1812) erlosch die deutsche Linie der Familie im Mannesstamm. Ein anderer Sohn Kaspar Jakobs, Hans Kaspar Segesser von Brunegg, trat 1731 in den Jesuitenorden ein und starb 1776 als Oberer in Sitten.
Eine 32 direkte Vorfahren Segessers umfassende Aquarell-Ahnentafel befindet sich seit 2002 im Historischen Museum Luzern.